# Luchthaven Førde Bringeland
Luchthaven Førde Bringeland (IATA: FRD, ICAO: ENBL) is een vliegveld bij Bringeland in de gemeente Sunnfjord de provincie Vestland in het westen van Noorwegen.
Het huidige vliegveld van Førde werd geopend in 1986. Het verving een eerder veld bij Øyrane dat te klein was geworden. Het wordt bediend door Widerøe die dagelijkse vluchten verzorgt naar Bergen, Sandane en Oslo.